# ريوسوكي إير
ريوسوكي إير (باليابانية: 入江陵介؛ بالكانا: いりえ りょうすけ) هو سباح ياباني، ولد في 24 يناير 1990 في أوساكا في اليابان.

## وصلات خارجية
- ريوسوكي إير على موقع الاتحاد الدولي للسباحة (الإنجليزية)
- ريوسوكي إير على موقع SwimRankings.net (الإنجليزية)
- ريوسوكي إير على موقع اللجنة الأولمبية الدولية (الإنجليزية)
- ريوسوكي إير على موقع أوليمبيديا (الإنجليزية)